# カートホイール作戦

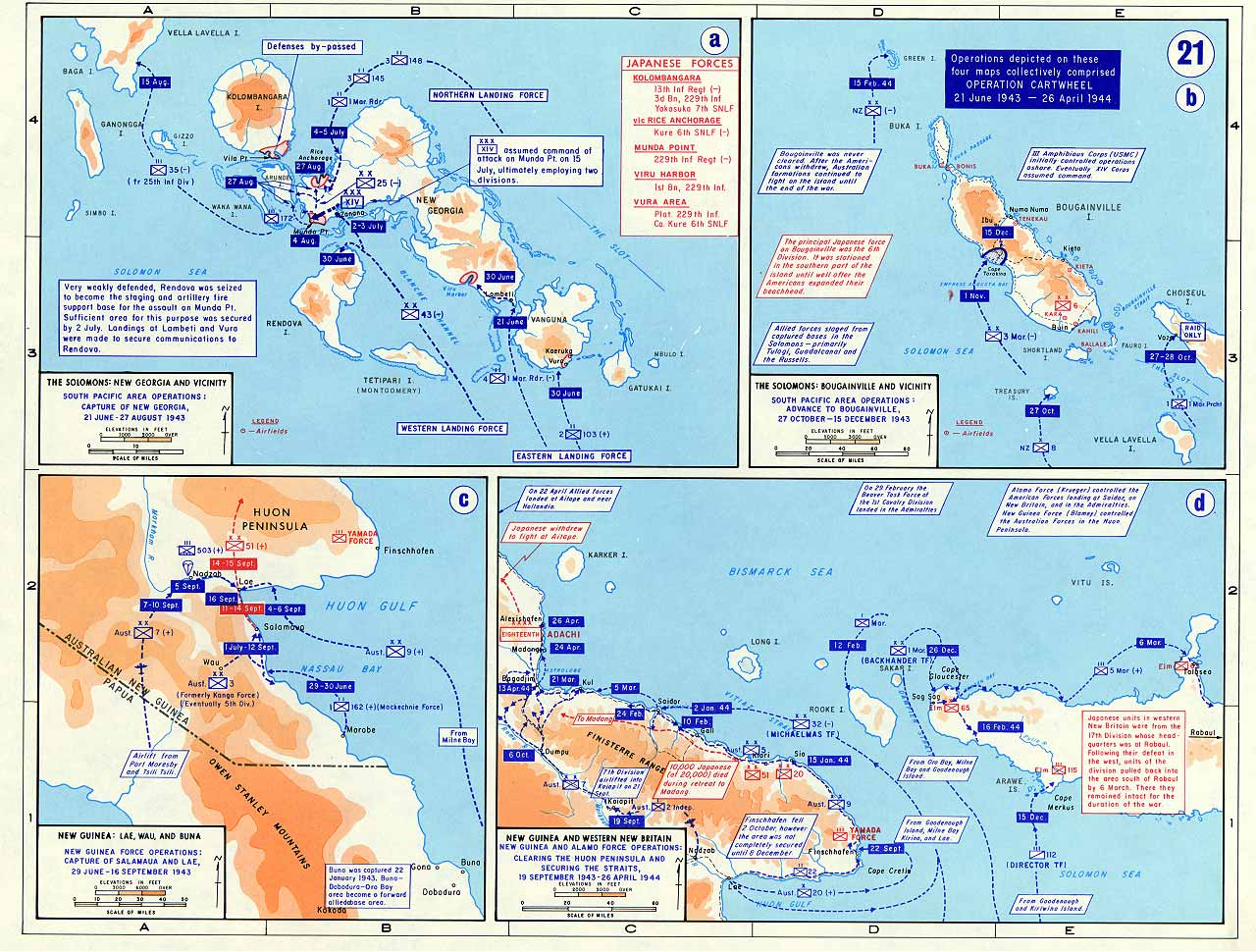
カートホイール作戦

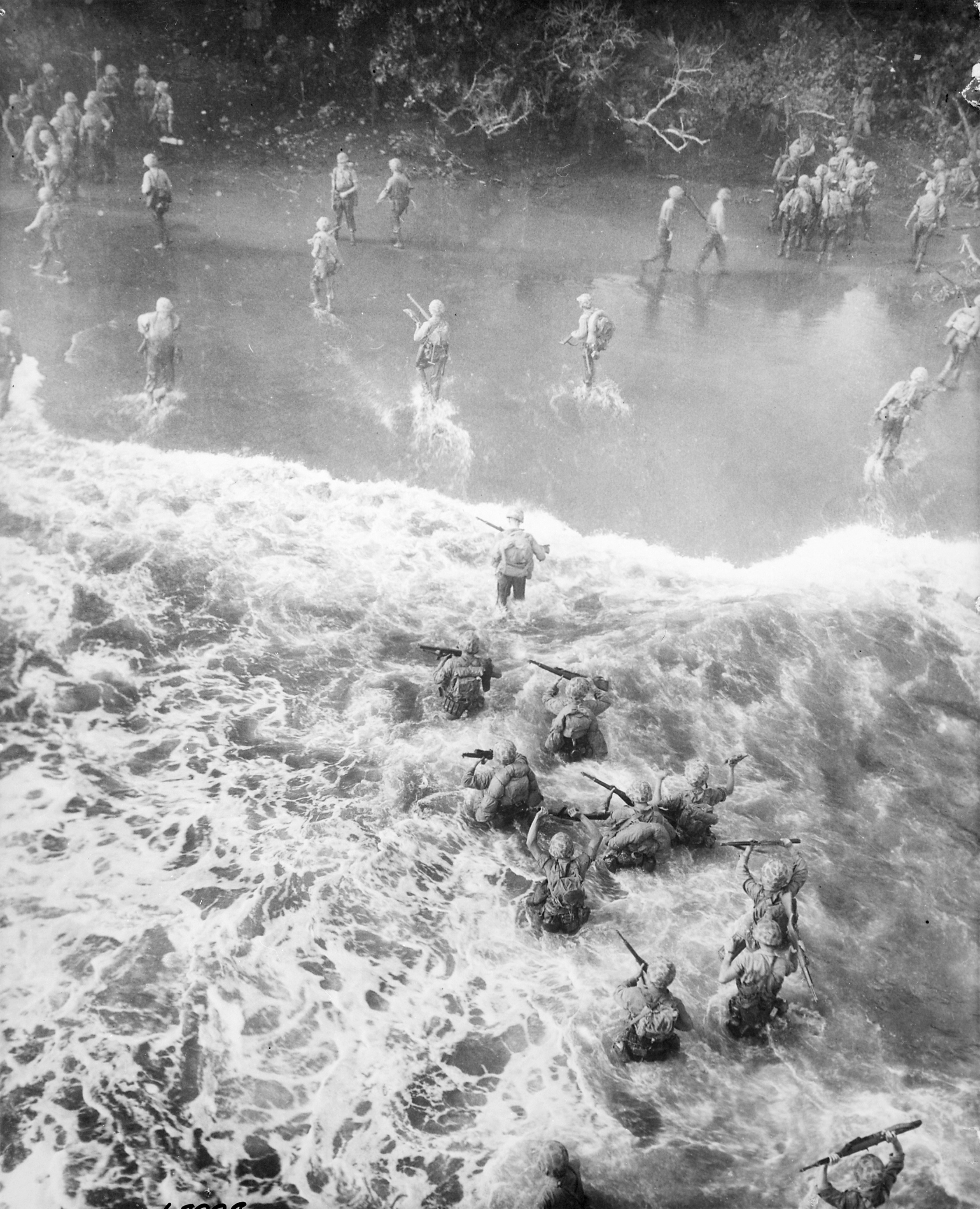
ニューブリテン島グロスター岬に上陸する米海兵隊（1943年12月26日）

カートホイール作戦（カートホイールさくせん、Operation Cartwheel）は、太平洋戦争中の連合国軍の作戦である。日本軍の拠点ラバウルの孤立化を目的として、南西太平洋方面の連合国軍総司令官ダグラス・マッカーサーの指揮の下アメリカ軍とオーストラリア軍により実行された。

## 概要
日本軍は1942年2月にラバウルを占領し、南太平洋での主要な前線基地とした。

1943年初頭、マッカーサーは既にオーストラリア軍（豪軍）も自由に使えたにもかかわらず、ラバウルを直接攻撃するため5個師団を追加要求した。アメリカ軍統合参謀本部は1943年3月28日マッカーサーに以下の3つの攻撃でラバウルを孤立させるよう指令を出し、マッカーサーに新たに編成された米第6軍を増援として与えた。
1. ニューギニア島東端の北にあるキリウィナ島、ウッドラーク島に航空基地を建設（クロニクル作戦（英語版））。
2. ニューギニア島のラエ、サラモアの攻略（ラエ・サラモアの戦い）、フィンシュハーフェンの攻略（フィンシュハーフェンの戦い）、マダンの攻略、ニューブリテン島西部のグロスター岬の攻略（グロスター岬の戦い）。
3. ブーゲンビル島南部の攻略。

1943年6月30日、連合国軍はニューブリテン島およびニュージョージア島への攻撃を開始した。
ニュージョージア島上陸に先立って、ニュージョージア島の南西に位置するレンドバ島に上陸し、少数の日本軍が抵抗したが無事に占領した。レンドバ島に砲陣地を構築し、そこから主にニュージョージア島の飛行場があるムンダに対して砲撃を行った。ウィリアム・ハルゼー海軍大将の指揮下で上陸が行われ、日本軍はムンダ飛行場の守備するため起伏の多い地形を利用して抵抗したため、攻略は容易なものではなかったが、8月5日にニュージョージア島ムンダを占領した（ニュージョージア島の戦い）。
一方、豪ニューギニア部隊はニューブリテン島を攻略し、ウォルター・クルーガー海兵隊中将指揮下の米第6軍はキリウィナ島、ウッドラーク島、グロスター岬の攻略を行い、ジョージ・ケニー空軍少将指揮下の航空部隊とアーサー・S・カーペンダー海軍中将指揮下の艦隊が援護した。ニューギニア部隊は東部ニューギニアの東海岸を海岸沿いに侵攻し、ポートモレスビーをうかがっていたブナ・ラエの日本軍を駆逐し、東に進撃してフォン半島を攻略、マダンに上陸した（東部ニューギニアの戦い）。
この作戦は1944年まで続き、日本軍の猛烈な抵抗が予想される拠点は無視して補給路を遮断するという戦略の有効さが示された。